# Stomosis rufula
Stomosis rufula är en tvåvingeart som först beskrevs av Richard Frey 1918.  Stomosis rufula ingår i släktet Stomosis och familjen sprickflugor. Inga underarter finns listade i Catalogue of Life. Artens utbredningsområde är Brasilien.